# CLOW
CLOW（クロウ、1993年-)は、日本のシンガーソングライター。

## 人物
- 北海道出身。
- “CLOW”という名前に意味はなく、People In The Boxの「聖者たち」を聴いた際に、“黒”というワードを“クロウ”に聴き違えたことによる。[1]
- 好きなアーティストはBUMP OF CHICKEN。

## 来歴
2013年、大学進学のため北海道から上京し、独学でギターを始める。2014年8月より、都内を中心に活動を開始する。
2017年1月18日、Eggsレーベルより初の全国流通ミニアルバム『DEAR FRAME』をリリース。

## ディスコグラフィ
|                 | 発売日        | タイトル   | 規格品番 | 収録曲・クレジット                                                                                    | 備考                      |
| --------------- | ------------- | ---------- | -------- | --- | ------------------------- |
| 1stミニアルバム | 2017年1月18日 | DEAR FRAME | EGGS-016 | 1. スクロール 2. Hair Make 3. みんな同じ恋の歌ばっか つまんない 4. Dialogue 5. 普通 6. おいてきたもの | 初全国流通盤 Eggsレーベル |

## ミュージックビデオ
| 監督   | 曲名                                                               |
| 勝又悠 | 「スクロール」 「Hair Make」 「みんな同じ恋の歌ばっか つまんない」 |

## 主なライブ

### 出演ライブ・イベント
- 2016年6月 - Shimokitazawa SOUND CRUISING 2016
- 2016年10月 - MINAMI WHEEL 2016
- 2017年2月2日 - 『DEAR FRAME』リリースイベント「KBKK」

### インタビュー
- CINRA.NET(2017年1月)
- skream!(2017年1月)